# 馬里奧·圖素
馬里奧·圖素（義大利語：Mario Toso；1950年7月2日—）是意大利籍天主教法恩扎-莫迪利亞納教區主教及慈幼會會士，曾任宗座正義和平理事會秘書長。

## 生平
馬里奧於1950年7月2日在意大利特雷維索省市鎮莫利亞諾韋內托出生。他於1967年8月16日加入慈幼會。他在都靈神學學院學習哲學和神學並獲得了神學學士學位。他於1978年7月22日晉鐸。
1978年，他在米蘭聖心天主教大學擁有哲學博士學位。他於1981年從宗座慈幼大學獲得了哲學執照和於1982年在羅馬宗座拉特朗大學獲得神學執照。1980年至1991年，他擔任宗座慈幼大學哲學教授及1994年至2000年任理論哲學教授。2003年至2009年，在同一所大學任哲學系系院長。他曾擔任宗座正義和平理事會的顧問。
2009年10月22日晉牧，並被時任教宗本篤十六世任命為宗座正義和平理事會秘書長，領Bisarcio領銜教區主教銜。他是教會社會訓導專家，他是有份審閱教宗本篤十六世《在真理中實踐愛德》通諭草稿的其中一人。
2015年1月19日，他獲時任教宗方濟各任為法恩扎-莫迪利亞納教區主教。